# Gefrituurde melk
Leche frita, letterlijk vertaald gebakken melk, is een gerecht uit de Spaanse keuken. Dit gerecht kan zowel gemaakt worden in de frituurpan als de koekenpan. De ingrediënten zijn meestal in ieder geval bloem of meel, melk, eidooiers, kaneelpoeder en suiker. Daarnaast worden regelmatig onder andere maizena, dulce de leche, custardpoeder en paneermeel toegevoegd.
De precieze herkomst van het gerecht is onduidelijk, maar het wordt meestal geassocieerd met de noordelijke regio's van Spanje, zoals Castilië en Leon en Galicië. Leche frita wordt meestal als dessert gegeten bij feestelijke gelegenheden, vooral de week vóór Pasen (in het Spaans Semana Santa genaamd) en Pasen zelf.

## Gebakken melk in andere keukens
In verschillende andere keukens komen varianten op gebakken melk of gelijkaardige recepten voor, zoals gulab jamun en pantua in India, het Chinese gerecht zha xian nai of chow lai, afkomstig uit de zuidelijke provincie Guangdong, en latte dolce of crema frita in Italië. In Mexico wordt vaak vanille aan het gerecht toegevoegd. De Portugese variant, leite creme, wordt na bereiding onder de grill gezet, waardoor het ook wel op crème brûlée lijkt.